# Ніборк-Другий
Ніборк-Другий (пол. Nibork Drugi) — село в Польщі, у гміні Нідзиця Нідзицького повіту Вармінсько-Мазурського воєводства.
Населення — 105 осіб (2011).
У 1975-1998 роках село належало до Ольштинського воєводства.

## Демографія
Демографічна структура станом на 31 березня 2011 року:
|          | Загалом | Допрацездатний вік | Працездатний вік | Постпрацездатний вік |
| -------- | ------- | ------------------ | ---------------- | -------------------- |
| Чоловіки | 59      | 15                 | 40               | 4                    |
| Жінки    | 46      | 11                 | 28               | 7                    |
| Разом    | 105     | 26                 | 68               | 11                   |